# Хвороба Боуена
Хвороба Боуена (дерматоз Боуена) — рідкісне шкірне захворювання. Вперше було описано американським дерматологом Джоном Т. Боуеном у 1912 році, а в 1914 році названо на його честь.

## Етіологія, патогенез, клінічні прояви
Захворювання зустрічається у людей старшого віку, переважно жінок. Виникає, як правило, на тулубі, верхніх кінцівках і в промежині. Виникнення хвороби Боуена зв'язується з травмами шкіри, дією ультрафіолетового випромінювання, а також контактом з речовинами, що містять миш'як (наприклад, ліками або речовинами хімічної промисловості).
При захворюванні на шкірі виникають солітарні або, в третині випадків, множинні осередки: спочатку це невелика червона пляма або бляшка неправильної або округлої форми з лущенням. Такі бляшки утворюються при злитті червонуватих папул і вузлів. Білі або жовті лусочки на бляшці легко видаляються, під ними виявляється червона мокнуча поверхню. Бляшка чітко відмежована від оточуючих тканин, поступово зростає і з часом підноситься над рівнем шкіри. Бляшка має строкатий вигляд внаслідок появи зон атрофії, гіперкератозу, розростань. У ряді випадків при хворобі Боуена виникають кілька поступово зливних вогнищ. Поступово процес поширюється на весь шар епідермісу. Згодом вогнища, що розростаються, трансформуються в плоскоклітинний рак, що дозволяє говорити про хворобу Боуена як про передрак.
Хворобу Боуена слід відрізняти від псоріазу, сонячного (актинічного) кератозу і базаліоми.

## Лікування
Лікування хвороби Боуена — хірургічне з видаленням в межах здорових тканин з обов'язковим гістологічним дослідженням. Застосовується також кріодеструкція і променева терапія.